# Hiroyuki Tsubokawa
Hiroyuki Tsubokawa (japanisch 坪川 潤之 Tsubokawa Hiroyuki; * 15. Mai 1997 in der Präfektur Hokkaido) ist ein japanischer Fußballspieler.

## Karriere
Tsubokawa erlernte das Fußballspielen in der Schulmannschaft der Yaita Chuo High School und der Universitätsmannschaft der Tōyō-Universität. Seinen ersten Vertrag unterschrieb er 2020 beim AC Nagano Parceiro. Der Verein aus Nagano spielte in der dritthöchsten Liga des Landes, der J3 League. In drei Spielzeiten bestritt er 79 Drittligaspiele. Zu Beginn der Saison 2023 wechselte er im Januar 2023 zum ebenfalls in der dritten Liga spielenden Kataller Toyama. Am Ende Saison 2024 belegte er mit dem Verein den dritten Platz und qualifizierte sich für die Aufstiegsspiele. Hier spielte man im Finale gegen Matsumoto Yamaga 2:2-Unentschieden. Da Katallar in der regulären Spielzeit den dritten Platz belegte, stieg man in die zweite Liga auf. Nach dem Aufstieg verließ er den Verein und schloss sich im Januar 2025 dem Sechstligisten Shibuya City FC an. Mit dem Verein spielt er in der Kanto Soccer League (Div.2).